# Família Kardashian
La família Kardashian, també coneguda com la família Kardashian-Jenner, és una família nord-americana d'origen armeni (del costat Kardashian), que opera en els camps de l'entreteniment (televisió, reality TV), moda (modelatge, estilisme), disseny) i negoci.
Són coneguts per la seva participació en programes de televisió de realitat, el programa més llarg de la família és Keeping Up with the Kardashians (2007-2021). Entre els spin-offs es troben Kourtney i Kim Take Miami (2009-2013); Kourtney i Khloé Take Miami (2009-2013); Kourtney i Kim Take New York (2011-2012); Khloé & Lamar (2013); Kourtney i Kim Take Miami (2014-2015); i Kourtney i Khloé Take The Hamptons (2014-2015); i Dash Dolls (2015).

## Història familiar
Els Kardashian començaren amb l'advocat Robert Kardashian (1944-2003), fill d'Arthur Kardashian (1917-2012) i Helen Arakelian (1917-2008). Els quatre avis eren armenis que van emigrar de l'Imperi Otomà als Estats Units a principis del segle xx; eren de les ciutats de Karakale i Erzurum a la moderna Turquia. La família va deixar l'Imperi Otomà abans de l'inici del genocidi armeni el 1915.
La família de Robert Kardashian (1944-2003) i la seva dona Kris Houghton (1955) està formada pels seus quatre fills (Kourtney, Kim, Khloé i Rob Kardashian), així com pels seus nets. Després de divorciar-se Robert i Kris el 1991, Kris es va casar amb l'excampió olímpic de decatló Bruce Jenner (1949), amb qui va tenir dues filles més: Kendall i Kylie Jenner. Bruce Jenner ja va tenir quatre fills de dues unions anteriors (Burt, Casey, Brandon i Brody Jenner). Bruce i Kris es van divorciar el 2015 i Bruce es va convertir en una dona transgènere amb el nom de Caitlyn Jenner.
Robert Kardashian assolí notorietat inicialment per ser advocat d'O. J. Simpson, però la família tragué rèdit també de la cinta sexual de 2002 de Kim Kardashian amb el cantant Ray J, Kim Kardashian, Superstar. Des de llavors, els Kardashians han estat anomenats "la família més famosa d'Amèrica", per la revista Glamour; "una de les" dinasties "familiars" més influents del món, per Insider, i els millors influenciadors del 2010 per Vogue. La família és el centre del llibre d'Ian Halperin, Kardashian Dynasty: The Controversial Rise of the American Royal Family.
Els Kardashians són coneguts per la seva participació en programes de telerealitat. Keeping Up With the Kardashians (2007-2021) és el que s'ha mantingut durant més temporades en antena.
Família i mitjans reconeixen que és Kim qui ha ajudat els altres membres de la família a engegar les seves carreres. Dels Kardashian, se'n critica que són famosos pel mer mèrit de la fama.

## Els membres de la família més notables

### Clan Kardashian[2]
- Kim Kardashian (1980), empresària, productora de televisió, estilista, presentadora de televisió
- Khloé Kardashian (1984), actriu, presentadora de ràdio, model, dona de negocis
- Kourtney Kardashian (1979), productor, amfitrió, actriu, model, empresària
- Rob Kardashian (1987), actor de televisió, home de negocis
- Robert Kardashian (1944-2003), advocat

### Clan Jenner[3]
- Brandon Jenner (1981), personatge televisiu, músic, model
- Brody Jenner (1983), model, personalitat televisiva, discjòquei
- Caitlyn Jenner (1949), decatleta, presentadora de televisió
- Kendall Jenner (1995), model, fotògraf, personalitat televisiva
- Kylie Jenner (1997), personalitat de reality, influenciador